# Mistrzostwa Europy w Lekkoatletyce 1938 – bieg na 800 m mężczyzn
Bieg na dystansie 800 metrów mężczyzn był jedną z konkurencji rozgrywanych podczas II Mistrzostw Europy w Paryżu. Biegi eliminacyjne zostały rozegrane 3 września 1938 roku, zaś bieg finałowy – 4 września. Zwycięzcą tej konkurencji został brązowy medalista z Berlina, Niemiec Rudolf Harbig. W rywalizacji wzięło udział osiemnastu zawodników z trzynastu reprezentacji.

## Rekordy
| Rekord świata     | Sydney Wooderson (GBR) | 1:48,4 | Londyn, Wielka Brytania | 20.08.1936 |
| Rekord Europy     | Sydney Wooderson (GBR) | 1:48,4 | Londyn, Wielka Brytania | 20.08.1936 |
| Rekord mistrzostw | Mario Lanzi (ITA)      | 1:51,8 | Turyn, Włochy           | 08.09.1934 |

## Wyniki

### Eliminacje
Bieg 1
| Miejsce | Zawodnik        | Czas   | Uwagi |
| ------- | --------------- | ------ | ----- |
| 1       | Mario Lanzi     | 1:53,6 | Q     |
| 2       | Jacques Lévèque | 1:54,1 | Q     |
| 3       | Lennart Nilsson | 1:54,2 | Q     |
| 4       | Francis Handley | 1:55,0 |       |

Bieg 2
| Miejsce | Zawodnik         | Czas   | Uwagi |
| ------- | ---------------- | ------ | ----- |
| 1       | Rudolf Harbig    | 1:54,3 | Q     |
| 2       | Bertil Andersson | 1:54,9 | Q     |
| 3       | Paul Faure       | 1:55,2 | Q     |
| 4       | Ferenc Temesvári | 1:55,4 |       |
| 5       | Alfred Baldwin   | 1:56,6 |       |
| 6       | Emil Goršek      | 2:01,4 |       |
| 7       | Charles Stein    | b. d   |       |

Bieg 3
| Miejsce | Zawodnik         | Czas   | Uwagi |
| ------- | ---------------- | ------ | ----- |
| 1       | Sjabbe Bouman    | 1:56,8 | Q     |
| 2       | Tauno Peussa     | 1:57,7 | Q     |
| 3       | Gusztáv Harsányi | 1:58,4 |       |
| 4       | Paul Minder      | 1:58,6 |       |
| 5       | Eraldo Colombo   | 1:58,8 |       |
| 6       | Antonio Calado   | 1:58,8 |       |
| 7       | Wacław Gąssowski | 2:02,0 |       |

### Finał
| Place | Athlete          | Time      |
| ----- | ---------------- | --------- |
| 1     | Rudolf Harbig    | 1:50,6 CR |
| 2     | Jacques Lévèque  | 1:51,8    |
| 3     | Mario Lanzi      | 1:52,0    |
| 4     | Sjabbe Bouman    | 1:52,3    |
| 5     | Bertil Andersson | 1:53,0    |
| 6     | Tauno Peussa     | 1:55,5    |
| 7     | Paul Faure       | b. d.     |
| 8     | Lennart Nilsson  | b. d.     |
| 9     | Paul Minder      | b. d.     |
| -     | Gusztáv Harsányi | DNF       |